# Jabłonna (gmina, Lublin)
Pour les articles homonymes, voir Jabłonna.
Jabłonna est une gmina rurale (gmina wiejska) du powiat de Lublin, dans la Voïvodie de Lublin, dans l'est de la Pologne.
Son siège administratif (chef-lieu) est le village de Jabłonna, qui se situe environ 18 kilomètres au sud de la capitale régionale Lublin (siège du powiat et capitale de la voïvodie).
La gmina couvre une superficie de 130,98 km2 pour une population de 7 534 habitants en 2006.

## Histoire
De 1975 à 1998, la gmina est attachée administrativement à l'ancienne Voïvodie de Lublin.

Depuis 1999, elle fait partie de la nouvelle voïvodie de Lublin.

## Géographie
La gmina inclut les villages (sołectwa) de :

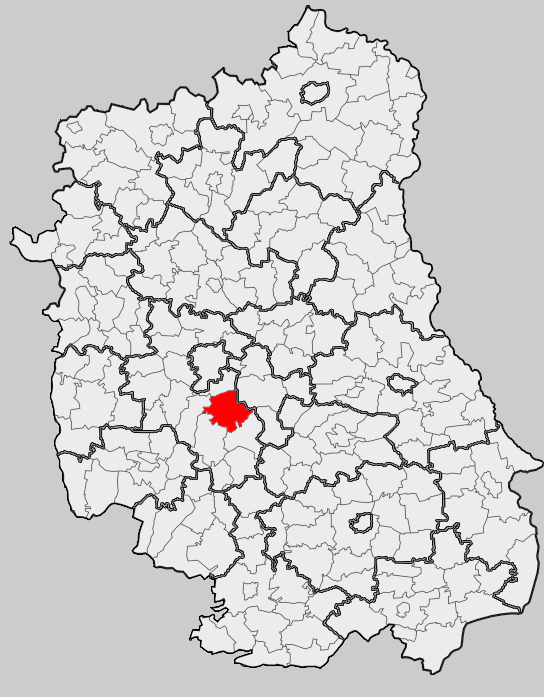
Position de la gmina dans la voïvodie

- Chmiel Drugi
- Chmiel Pierwszy
- Chmiel-Kolonia
- Czerniejów
- Czerniejów-Kolonia
- Jabłonna
- Jabłonna Druga
- Jabłonna-Majątek
- Piotrków Drugi
- Piotrków Pierwszy
- Piotrków-Kolonia
- Skrzynice
- Skrzynice Pierwsze
- Skrzynice-Kolonia
- Tuszów, Wierciszów
- Wolnica

### Gminy voisines
La gmina de Jabłonna est voisine des gminy de :
- Bychawa
- Głusk
- Krzczonów
- Piaski
- Strzyżewice

## Structure du terrain
D'après les données de 2002, la superficie de la commune de Jabłonna est de 130,98 kilomètres carrés, répartis comme telle :
- terres agricoles : 79 %
- forêts : 17 %

La commune représente 7,8 % de la superficie du powiat.

## Démographie
Données duu 1er janvier 2010 :
| Description        | Total  | Total | Femmes | Femmes | Hommes | Hommes |
| ------------------ | ------ | ----- | ------ | ------ | ------ | ------ |
| Unité              | Nombre | %     | Nombre | %      | Nombre | %      |
| Population         | 7 693  | 100   | 3 956  | 51,42  | 3 737  | 48,58  |
| Densité (hab./km²) | 57,6   | 57,6  | 29,7   | 29,7   | 27,9   | 27,9   |